# Chāleh Sarā
Chāleh Sarā (persiska: چاله سرا) är en ort i Iran.   Den ligger i provinsen Gilan, i den nordvästra delen av landet, 280 km nordväst om huvudstaden Teheran. Chāleh Sarā ligger 116 meter över havet och antalet invånare är 816.
Terrängen runt Chāleh Sarā är varierad.Runt Chāleh Sarā är det ganska tätbefolkat, med 134 invånare per kvadratkilometer. Närmaste större samhälle är Māsāl, 7,5 km sydost om Chāleh Sarā. Trakten runt Chāleh Sarā består till största delen av jordbruksmark.